# Jean-Marie Grezet
Jean-Marie Grezet (* 16. Januar 1959 in Le Locle) ist ein ehemaliger Schweizer Radrennfahrer.

## Sportliche Laufbahn
1977 wurde Grezet Schweizer Meister im Strassenrennen der Junioren. Mit 17 Jahren gewann er 1976 die Waadtland-Rundfahrt. Als Amateur gewann er 1979 das Eintagesrennen Grand Prix de Lausanne. 1980 siegte er in der nationalen Meisterschaft im Bergfahren vor Niki Rüttimann sowie erneut den Grand Prix de Lausanne. Dazu kamen Siege im Grand Prix de Lancy, im Critérium du Printemps in Frankreich und auf einer Etappe des Grand Prix Guillaume Tell.
1981 wurde er Berufsfahrer im Radsportteam Cilo-Aufina und blieb bis 1987 als Radprofi aktiv. In seiner ersten Saison als Profi gewann er den Grand Prix de Lausanne und das Rennen Coire–Arosa. 1982 siegte er in der Schweizer Bergmeisterschaft.
Mit der Tour du Sud-Est gewann er 1983 ein Etappenrennen vor Michel Laurent, wobei er das Einzelzeitfahren für sich entscheiden konnte. Dazu kam ein Etappenerfolg in der Tour du Limousin. Auch im Einzelzeitfahren der Tour de Romandie 1986 war er der beste Fahrer.
Zweite Plätze holte er 1981 im Giro dell’Umbria, 1982 im Grand Prix de Mendrisio, bei Paris–Nizza und im Critérium international und 1984 in der Tour de Romandie (hinter Stephen Roche).
Dritter wurde Grezet in den Rennen Großer Preis der Dortmunder Union-Brauerei 1981, in der Tour de Suisse 1983 (Sieger Sean Kelly), in der Kaistenberg-Rundfahrt 1985 und in der Leimentalrundfahrt 1986.
1986 wurde er Dritter der nationalen Meisterschaft im Strassenrennen, die von Urs Zimmermann gewonnen wurde.
Grezet bestritt die Tour de France dreimal. 1982 und 1983 schied er aus. 1984 wurde er 13. der Gesamtwertung. Im Giro d’Italia 1986 schied er aus.